# Мельник Сергій Олексійович
Сергі́й Олексі́йович Ме́льник (2 квітня 1898 (21 березня), Одеса — 23 липня 1968, Одеса) — український вчений-виноградар, доктор сільськогосподарських наук (1944 р.), член-кореспондент ВАСГНІЛ (з 1956 р.), заслужений діяч науки Української РСР (1959 р.). Депутат Верховної Ради УРСР 4—5-го скликань.

## Життєпис
1920 року закінчив Одеський сільськогосподарський інститут.
Після закінчення інституту і до 1930 року працював старшим науковим співробітником, завідувачем відділу, науковим керівником Українського НДІ виноградарства й виноробства імені Таїрова.
У 1930—1934 роках — професор, завідувач кафедри, декан Херсонського сільськогосподарського інституту, одночасно науковий керівник та голова наукового бюро Укрсадвинтресту.
Протягом 1934—1941 років — професор, завідувач кафедри виноградарства і виноробства, декан, заступник директора по науці, виконувач обов'язків директора Одеського сільськогосподарського інституту. Одночасно — професор Тираспольського плодово-ягідного інституту (1935—1938), 1934—1938 — професор Тираспольського сільськогосподарського інституту.
Професор, замісник директора по науковій роботі Краснодарського інституту виноградарства в 1941—1942 роках, протягом 1942-1944-х — професор Єреванського сільськогосподарського інституту, одночасно — завідувач відділу Інституту виноградарства та виноробства АН Вірменської РСР.
У 1944—1959 роках — професор, завідувач кафедри, декан факультету виноградарства та плодоовочівництва Одеського с-г інституту; по ньому завідував кафедрою Преображенський Олександр Олександрович. Одночасно у 1945—1946 — професор Кишинівського сільськогосподарського інституту, 1946—1950 — професор та завідувач кафедри Одеського технологічного інституту консервної промисловості. Член ВКП(б) з 1947 року.
У 1959—1968 роках  — директор, ректор Одеського сільськогосподарського інституту.
У 1957—1968 роках — постійний член Міжнародного бюро по виноградарству і виноробству.

## Доробок
Наукові праці стосуються питань біології та агротехніки, шкілкарства та селекції винограду. Розробив теоретичні основи агро- та фітотехніки винограду: раціональні прийоми формування та обрізання кущів, густини висадження, оперцій із зеленими частинами, методики підвищення коефіцієнту пагонів.
Здійснив теоретичне обґрунтування та найбільш ефективні прийоми штучного додаткового запилювання сортів винограду. Першим в практиці вирощування культурного винограду напрацював наукові принципи та прийоми сортової диференціації агротехніки — у відповідності із біологією сорту та екологічними умовами місцевості, де він росте, також прийоми направленого вирощування кондиційного врожаю винограду одного сорту для різних цілей.
Досліджував кореневу систему винограду, морозо- та посухостійкість лози, причини ураження її некрозом.
Напрацював технологію обробітки ґрунтів на виноградниках, технологію сортової агротехніки, методику визначення сили росту кущів та площі листової поверхні.
Автор більше 250 наукових статей та брошур, серед них:
- «Облаштування винограднику та догляд за ним», Краснодар, 1941,
- «Штучне запилення, його роль та значення для двостатевих сортів винограду», Єреван, 1943,
- «Про диференційовану агротехніку різних сортів винограду», 1947,
- «Виробництво виноградного привитого висаджувального матеріалу», 1948, Кишинів,
- «Виноград біля стін житлових будинків та інших будов», 1948,
- «Сорти винограду. Гібриди-прямі виробники», 1955,
- «Направлене вирощування врожаїв винограду», Кишинів, 1956,
- «Культура столових сортів винограду», 1965,
- «Шляхи підвищення врожаїв плодових культур та винограду», 1968.

## Нагороди та відзнаки
- три ордени Леніна
- два ордени Трудового Червоного Прапора
- Почесна грамота Президії Верховної Ради Української РСР(13.02.1968)
- заслужений діяч науки Української РСР (.03.1959)
- шість медалей радянських та ВДНГ.